# 오바마성 (후쿠이현)

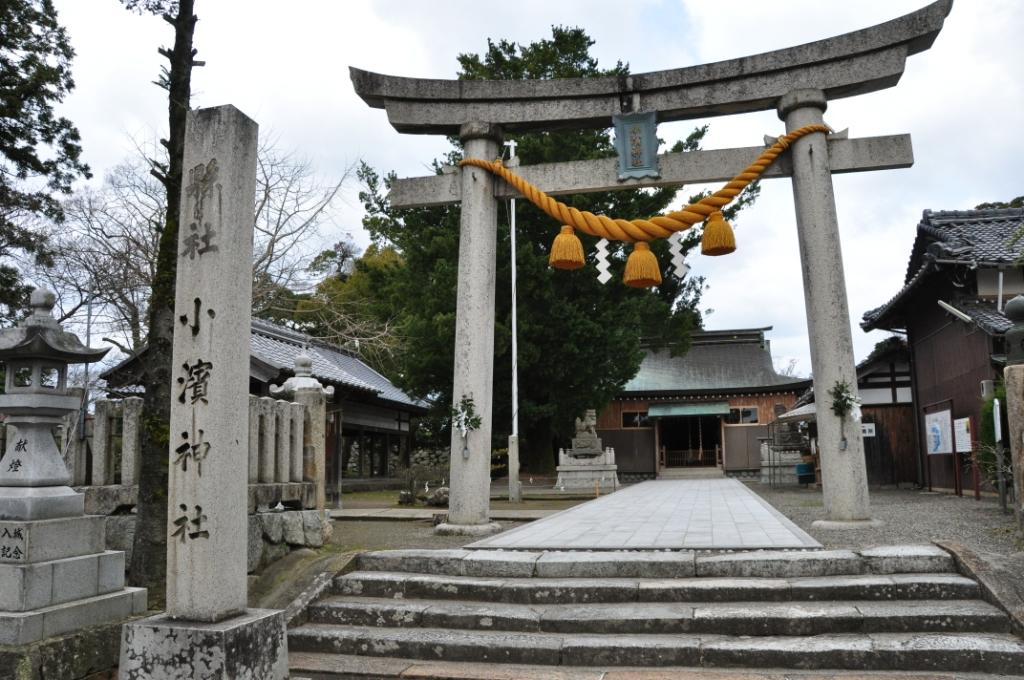
오바마 성 신사

오바마성(일본어: 小浜城)은 후쿠이현 오바마시에 있었던 평성이다. 에도 시대에는 오바마번의 번청이 있었고, 교고쿠씨가 잠깐 다스리다 전봉된 후, 후다이 다이묘 사카이씨 14대의 거성이었다. 사카이 가문은 막부의 요직에서 쇼군을 보좌했던 가문이다.

## 역사
센고쿠 시대 ~ 아즈치모모야마 시대
노치세 산성을 중심으로 와카사 슈고 다케다 가문이 오바마 지역을 다스린 후, 오다 노부나가가 긴키 전역을 제패하자, 그의 가신 니와 나가히데가 영주로 부임해 와 입성한 뒤, 아사노 나가마사, 기노시타 가쓰토시로 영주가 교체되었다.
세키가하라 전투에서 서군에 가담한 기노시타 가쓰토시의 영지가 몰수되어, 대신 동군에 속해 공을 세운 교고쿠 다카쓰구가 와카사 1국을 영지로 받아 입성한다. 그리고, 다음해인 1601년 오바마 성의 축성을 시작했다. 다카쓰구는 가신 안요지 사부로사에몬과 아카오 이즈노카미에게 설계를 명했고, 소토모의 돌을 모아 성을 쌓았다. 하지만, 교고쿠 가문은 에도 성 축성 때의 부역에 동원되었고, 좀처럼 공사가 진척되지 않았다.
에도 시대
1634년 2대 번주 교고쿠 다다타카가 조슈번의 모리씨를 견제하기 위해 이즈모국 마쓰에번으로 가증 이봉되었고, 대신 무사시국 가와고에번에서 사카이 다다카쓰가 번주로 입성해 성을 확장하였고, 계속되어 온 공사를 진행시켰다. 1636년 음력 10월 완공된다. 축성을 시작한 지 45년의 세월이 흘렀다. 또, 성의 내부 건물은 1644년 ~ 1651년에 걸쳐 연이어 지어졌다. 1662년 지진으로 성의 일부가 파손되었지만, 수리하지 않은 채 메이지 유신을 맞이한다.
일본 제국 시대 이후
1871년(메이지 4년) 성의 혼마루에 현청을 건립하던 중, 실화로 성의 대대분의 건조물이 소실되고, 1872년(메이지 5년) 혼마루 터에 사카이 가문 초대 번주 사카이 다다카쓰를 모시는 오바마 신사가 건립되었다. 1956년(쇼와 31년) 성터는 후쿠이 현 지정사적에 등재되었고, 오바마 시에서는 2004년(헤이세이 16년)부터 10년간 시민들의 모금을 통해 성터에 천수각을 복원할 계획에 있다.